# Chałupki (Nasale)
Chałupki – przysiółek wsi Nasale w Polsce, położony w województwie opolskim, w powiecie kluczborskim, w gminie Byczyna.
W latach 1975–1998 przysiółek administracyjnie należał do ówczesnego województwa opolskiego.
W przysiółku brak zabudowy.